# NGC 4805
NGC 4805 é uma estrela na direção da constelação de Coma Berenices. O objeto foi descoberto pelo astrônomo Guillaume Bigourdan em 1885, usando um telescópio refrator com abertura de 12 polegadas. 